# 라스알아인
라스알아인(Ras al-Ayn, 아랍어: رَأْس ٱلْعَيْن Raʾs al-ʿAyn[*], 쿠르드어: سەرێ کانیێ Serê Kaniyê, 고대 시리아어: ܪܝܫ ܥܝܢܐ Rēš Aynā), 또는 라스알아인이라고도 표기되는 이 도시는 시리아 북동부 하사카주의 시리아-튀르키예 국경에 위치한 도시이다.
알자지라 (지명)에서 가장 오래된 도시 중 하나로, 라스알아인 지역은 적어도 선토기 신석기 B 시대(기원전 8,000년경)부터 사람이 살았다. 이후 고대 아람인의 도시 시칸, 로마 제국의 도시 레사이나, 동로마 제국의 도시 테오도시오폴리스로 알려졌으며, 여러 차례 파괴되고 재건되었고, 중세에는 여러 무슬림 왕조 간의 치열한 전투가 벌어진 곳이었다. 1921년 앙카라 조약으로 라스알아인은 북부 지역인 현재의 제일란프나르가 튀르키예에 양도되면서 분단된 도시가 되었다.
인구 29,347명(2004년 기준)으로 하사카주에서 세 번째로 큰 도시이며, 라스알아인 구역의 행정 중심지이다.
시리아 내전 기간 동안, 이 도시는 2012년 11월부터 2013년 7월까지 시리아 반군과 인민수비대 사이에 라스알아인 전투로 인해 분쟁 지역이 되었으며, 최종적으로 인민수비대가 점령했다. 이후 2019년 튀르키예의 시리아 북동부 공세 중에 튀르키예군과 시리아 국민군에 의해 점령되었다.

## 어원
이 마을이 처음 언급된 것은 아시리아 왕 아다드-니라리 2세 (기원전 911-891년)의 통치 기간에 아카드어로 Rēš ina로 기록된 것이다. 아랍어 이름 라스알아인은 아카드어 이름을 직역한 것으로, "샘의 머리" 또는 관용적으로 "샘의 언덕"이라는 같은 의미를 가지며, 우물 근처의 돌출된 산 지형을 나타낸다.

중세 알자지라 (지명)의 지도 (상부 메소포타미아), 라스알아인이 디야르 라비아 행정 구역의 일부로 표시되어 있다.

고대 그리스 지리학자 클라우디오스 프톨레마이오스(기원후 168년 사망)는 이 마을을 라이세나라고 명명했다. 로마 제국의 일부였던 이 도시는 레사이나/레사이나라고 불렸다. 또 다른 이름은 380년에 도시를 확장한 테오도시우스 1세 황제의 이름을 딴 테오도시오폴리스였다. 11세기의 아랍 지리학자 이드리시는 이 도시를 방문하여 라스알아인이라고 언급하고, 디야르 라비아 (아랍인 부족 라비아의 거주지)에 속한다고 분류했다. 그는 또한 이 도시를 물이 풍부한 큰 도시로 묘사했으며, 하부르강 대부분이 시작되는 약 300개의 샘이 있다고 언급했다. 라스알아인 외에도 중세 아랍 무슬림 자료에서는 이 도시를 때때로 아인 와르다로 언급하기도 한다. 19세기 영국 자료에서는 이 도시를 라스 아인, 아인 베르데 (1819), 또는 라스 엘 아인 (1868)으로 언급한다. 쿠르드어 이름 Serê Kaniyê 또한 "샘의 머리" 또는 "분수의 머리"를 의미하며, 수원지를 나타낸다. 이 이름은 아마도 고대 셈족 이름의 현대 직역일 것이다.

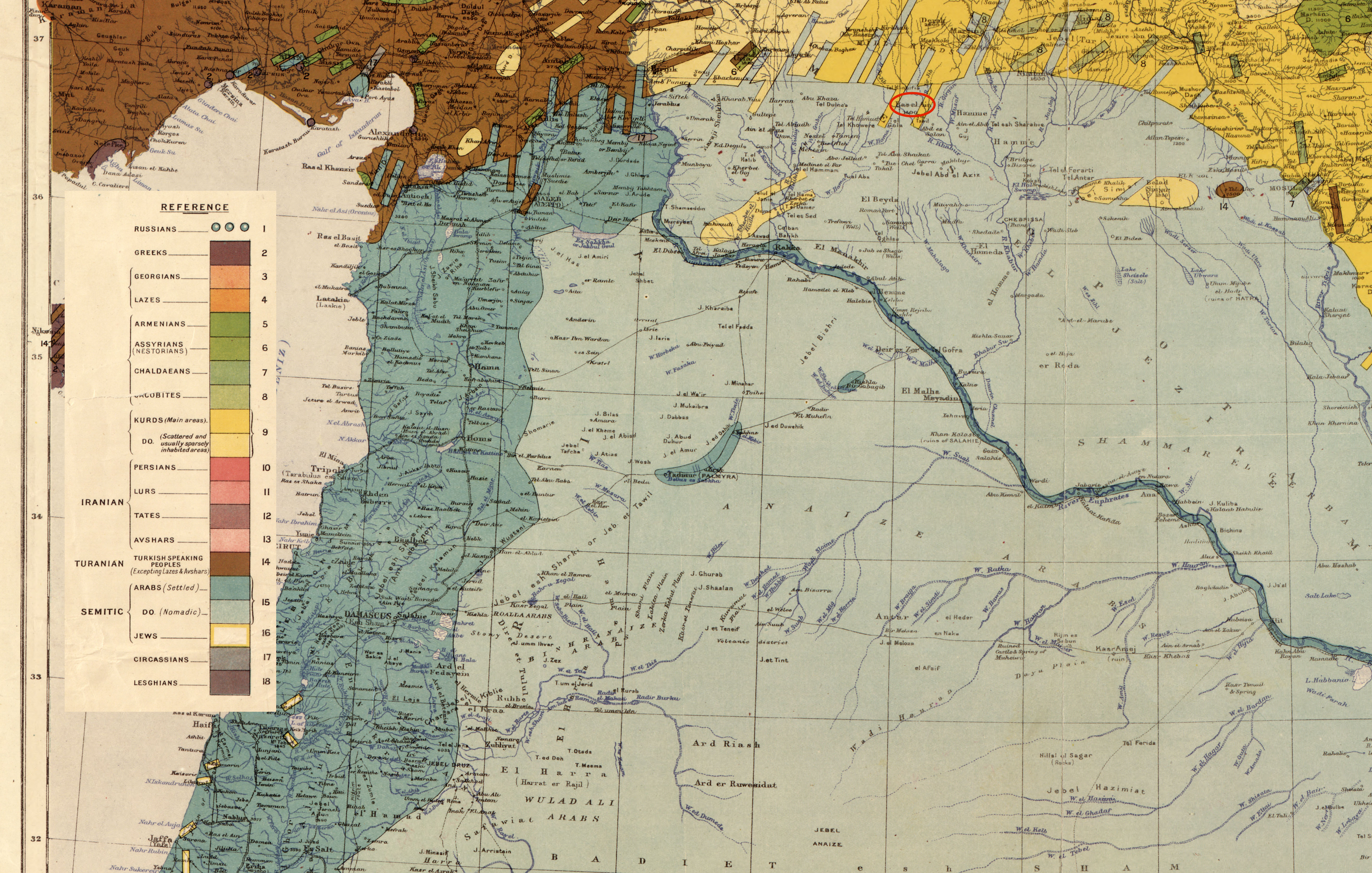
1910년 영국 민족지 지도. 빨간 타원(상단 중앙) 안에 "Ras el Ain"이라는 이름이 표시되어 있다. 파란색은 아랍 인구를 나타내고 노란색은 쿠르드족을 나타낸다.

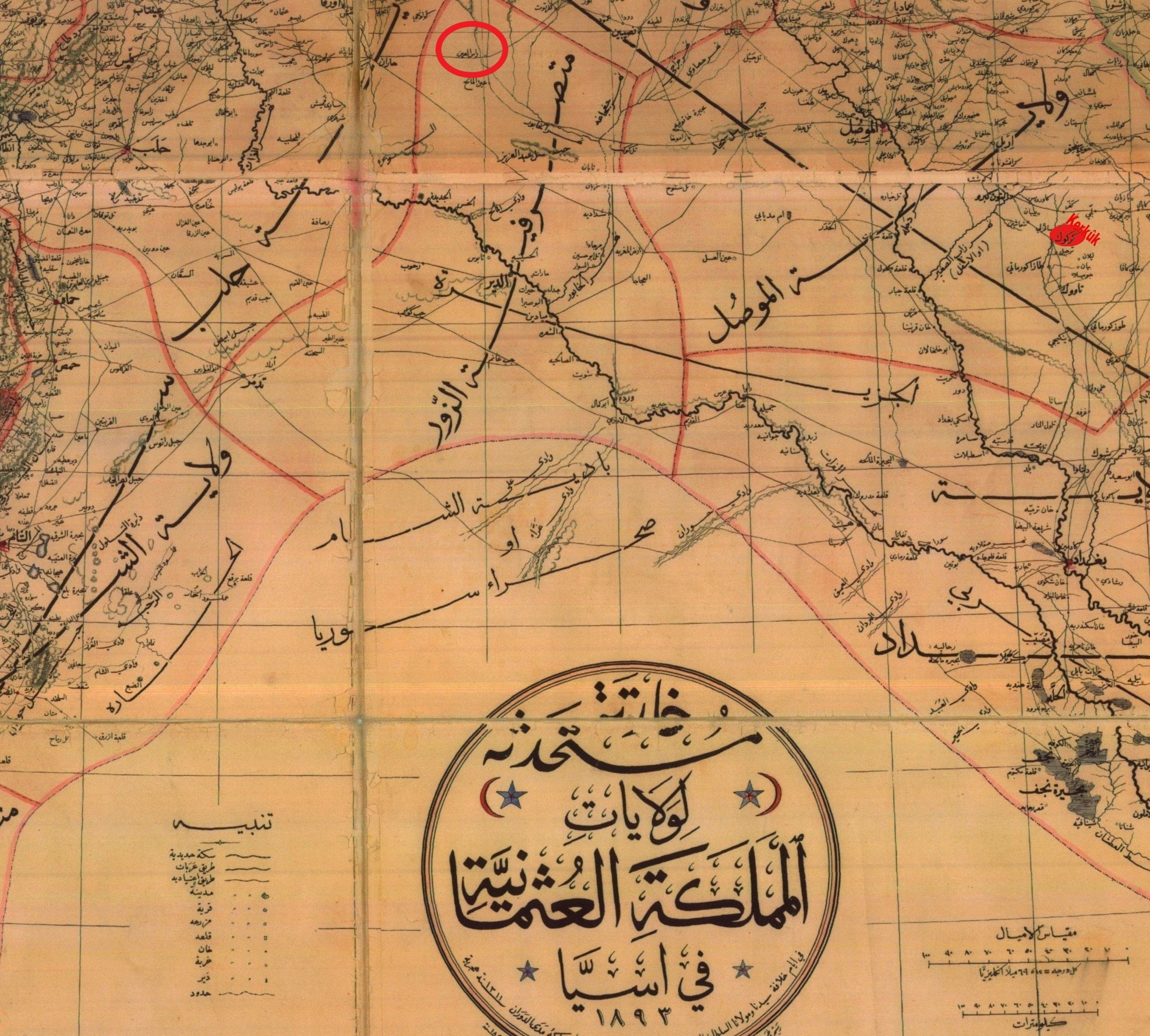
1893년 오스만 지도. 빨간색 원(상단 중앙) 안에 "Ras al-Ain" (رأس العين)이 표시되어 있다.

## 지리
라스알아인은 시리아 북부 알자지라 (지명) 지역의 상부 하부르 분지에 위치한다. 유프라테스강의 가장 큰 지류인 하부르강은 도시에서 남서쪽으로 약 4 킬로미터 (2.5 mi) 떨어진 텔 할라프 마을 근처에서 시리아-튀르키예 국경을 넘어 튀르키예에서 시리아로 흐른다. 샨르우르파주의 카라자 산 수원지에서 발원하는 지표면 지류는 일반적으로 여름에는 물을 운반하지 않지만, 튀르키예는 아타튀르크 댐 저수지에서 물을 끌어와 제일란프나르 지역에 관개한다. 상부 하부르강 물의 80% 이상이 튀르키예에서 시작되지만, 대부분은 지하 유출로 이루어진다. 따라서 지표면 흐름보다는 라스알아인 지역의 거대한 카르스트 샘이 이 강(하부르강)의 주요 영구 수원으로 간주된다.

### 라스알아인 샘
라스알아인에는 100개가 넘는 천연 샘이 있다. 가장 유명한 샘은 칼슘, 리튬, 라듐을 함유한 광물 함량이 매우 높은 온천인 나브아 알케브리트이다.

### 용수 공급
하사카주에 물을 공급하는 알루크 용수 펌프장은 라스알아인과 가깝다. 튀르키예 점령 이후 용수 공급이 여러 차례 중단되었다. 이전에는 이 시설이 하사카, 텔 타메르, 알하울 난민 수용소의 약 460,000명에게 물을 공급했지만, 유엔난민기구에 따르면 2020년 3월 마지막 중단 이후로는 그러지 못하고 있다.

## 역사

### 신석기 및 고대사
라스알아인 지역은 적어도 선토기 신석기 B 시대(기원전 8,000년경)부터 사람이 살았다. 오늘날의 라스알아인은 기원전 2000년경부터 존재했던 정착지에서 유래했으며, 기원전 1천년 초에는 비트 바히아니의 아람인 왕국의 일부였던 고대 도시 시칸이 되었다. 이후 메디아에 의해 정복되었다. 고고학 유적지는 오늘날의 라스알아인이 건설된 시칸 구릉의 남쪽 가장자리에 위치하며, 도심에서 남쪽으로 불과 수백 미터 떨어져 있다. 1979년 발굴 중 유명한 텔 페케리예 이중 언어 비문이 발견되었다. 인근의 텔 할라프 마을 또한 과거 아람 도시의 유적지이다.

### 고전 시대
후대에 이 도시는 "레사이나", "아인 와르다", 그리고 정착지에 도시 권한을 부여한 동로마 황제 테오도시우스 1세의 이름을 따서 "테오도시오폴리스"로 알려졌다. 후자의 이름은 아르메니아 도시 카린(현대 에르주룸)과도 공유되어 구별하기 어려웠다.
사산조 페르시아는 578년과 580년에 이 도시를 두 번 파괴한 후 재건하고, 세 개의 사산조 아카데미 중 하나(나머지 두 곳은 군디샤푸르 아카데미와 크테시폰)를 건설했다.

### 중세 시대
이 도시는 640년에 아랍인들에게 함락되었고, 주민들이 버려둔 도시 일부를 몰수했다. 942년에 동로마 제국은 이 도시를 침략하여 많은 포로를 잡았다. 1129년, 십자군 조슬랭 1세 드 쿠르트네는 잠시 이 도시를 점령하여 많은 아랍 주민들을 학살했다.
전성기에는 이 도시에 시리아 정교회 주교좌와 많은 수도원이 있었다. 또한 두 개의 모스크와 동방교회 교회, 그리고 수많은 학교, 목욕탕, 정원도 있었다.
라스알아인은 12세기와 13세기에 젠기 왕조, 아이유브 왕조, 호라즘 제국 사이에서 쟁탈전이 벌어졌다. 14세기 말에 티무르에 의해 약탈당하여 알자지라 (지명)의 주요 도시로서의 역할을 상실했다.

### 오스만 제국 시대
19세기에는 러시아의 캅카스 정복을 피해 온 이슬람 체첸인 난민 집단이 오스만 제국에 의해 이 도시에 정착했다. 오스만 제국은 또한 난민들을 통제하고 보호하기 위해 병영과 천 명의 병사를 수용할 요새를 건설했다.
아르메니아인 집단학살 기간 동안 라스알아인은 추방된 아르메니아인들을 위한 주요 집결지 중 하나였다. 1915년부터 아나톨리아 전역에서 150만 명의 아르메니아인들이 추방되었고, 많은 이들이 시리아 사막으로 죽음의 행진을 강요당했다. 약 8만 명의 아르메니아인들, 주로 여성과 어린이들이 라스알아인 근처의 사막 절멸 수용소에서 학살당했다. 더 남쪽의 데이르에조르 수용소와 마찬가지로, 라스알아인 수용소는 "아르메니아인의 고통과 동의어"가 되었다.

### 근현대사
오스만 제국의 멸망과 1921년 앙카라 조약 이후, 라스알아인은 북부 지역인 현재의 제일란프나르가 튀르키예에 양도되면서 분단된 도시가 되었다. 오늘날 두 도시는 울타리 경계선과 튀르키예 측의 바그다드 철도로 분리되어 있다. 유일한 국경 통과 지점은 라스알아인 서쪽 외곽에 위치한다. 이 마을은 처음에는 프랑스 식민제국의 프랑스 위임통치령 시리아의 일부였고, 1946년부터는 독립 국가 시리아의 일부가 되었다.

#### 시리아 내전
시리아 내전 기간 동안 라스알아인은 오랜 라스알아인 전투에 휩싸였다. 2012년 11월 말, 알누스라 전선과 자유 시리아군의 시리아 반군이 시리아 육군 진지를 공격하여 도시에서 몰아냈다. 이후 8개월 동안, 처음부터 존재했던 쿠르드족이 대다수인 인민수비대 (YPG)는 점차 입지를 굳혔고, 결국 비지하디즘 자유 시리아군 파벌과 동맹을 맺었다. 2013년 7월 21일, 이 동맹은 밤새도록 격렬한 전투 끝에 지하디스트들을 몰아냈다.
이 도시는 이후 6년간 로자바의 일부였으나, 2019년 10월 2019년 튀르키예의 시리아 북동부 공세 중에 튀르키예군과 동맹을 맺은 시리아 국민군의 공격을 받아 제2차 라스알아인 전투에서 함락되었다. 11일간의 충돌과 포위 끝에, 시리아 민주군과 쿠르드족 인민수비대는 휴전 협정의 일환으로 라스알아인에서 철수했고, 이 도시는 시리아 반대파의 통제 하에 놓이게 되었다.

#### 폭탄 테러
2020년 12월 10일, 라스알아인에서 튀르키예 지원을 받는 시리아 국민군 반군이 운영하는 검문소에서 차량 폭탄이 폭발했다. 사상자 보고는 엇갈렸지만, 여러 소식통에 따르면 폭발로 튀르키예 군인 2명을 포함해 10명 이상이 사망했다. 튀르키예 당국은 인민수비대 (YPG)가 쿠르디스탄 노동자당 (PKK)과 연계되어 있다고 주장하며 차량 폭탄 테러의 책임이 인민수비대에 있다고 비난했다. ABC 뉴스에 따르면, 어떤 단체도 폭탄 테러의 책임이 있다고 주장하지 않았다.
폭탄 테러는 2021년 1월과 2월에도 계속되었다.

## 인구 통계
2004년 인구는 29,347명이었다. 2019년 10월 튀르키예/시리아 국민군의 점령 이전에는 쿠르드족, 아시리아인, 아르메니아인, 시리아 투르크멘, 체첸인 소수민족 외에 아랍인이 다수를 차지하는 것으로 묘사되었다. 튀르키예 점령이 시작된 이후 자행된 전쟁 범죄로 인해 쿠르드족, 기독교인, 그리고 아시리아인과 아르메니아인과 같은 다른 소수 민족들이 이 도시에서 대거 탈출했다. 튀르키예 정부가 시리아의 다른 지역에서 온 주로 아랍인과 시리아 투르크멘 시리아 난민을 라스알아인에 재정착시키면서 이 도시의 인구 구성은 더욱 변화했다.

### 도시 내 교회
- 시리아 정교회 성 토마스 사도 교회(كنيسة مار توما الرسول للسريان الأرثوذكس)
- 시리아 가톨릭 성 막달라 마리아 교회(كنيسة مريم المجدلية للسريان الكاثوليك)
- 아르메니아 정교회 성 하곱 교회(كنيسة القديس هاكوب للارمن الارثوذكس)

- 시내 중심가 사람들
- 정교회 교회
- 2013년 10월 모습. 이 도시는 시리아 내전 중 쿠르드족 인민수비대의 통제 하에 놓였다.

## 같이 보기
- 라스알아인 전투
- 제2차 라스알아인 전투 (2019년)
- 라스알아인 수용소